# Rio Grupoiu
O Rio Grupoiu é um rio da Romênia, afluente do Crăciunu, localizado no distrito de Bihor.